# 台灣國際酷兒影展
台灣國際酷兒影展（英語：Taiwan International Queer Film Festival，簡稱：TIQFF）是由台灣國際影音與教育協會主辦的電影展。「台灣國際酷兒影展」一向秉持著「溫柔的革命力量」，希望透過電影中的酷兒再現突顯酷兒相關議題，建立對話平台。透過電影看見、認識、理解多元性別的多樣性，提昇一般大眾對於性別平權的知能，落實社會性別平等教育，並打造性別多元友善的環境。影展期間會在台北、高雄、台中巡迴放映。

## 獎項
- 台灣酷兒獎
  - 丁字酷獎
  - 三角酷獎
  - 四角酷獎

## 歷屆影展
| 屆 | 日期                                                                                               | 主題                             | 地點                | 參考           |
| -- | -------------------------------------------------------------------------------------------------- | -------------------------------- | ------------------- | -------------- |
| 1  | 台北：2014年9月26日至9月30日 高雄：10月3日至10月7日                                                | 「愛一樣，一樣愛」               | 台北 高雄           | [ 2 ]          |
| 2  | 台北：2015年8月24日至11月1日 台中：11月2日至11月7日 高雄：11月13日至11月22日                       | 「We Are Everywhere愛 無所不在」 | 台北 台中 高雄      | 首度於台中放映 |
| 3  | 台北：2016年10月22日至10月30日 高雄：11月17日至11月20日 台中：12月14日至12月18日                   | 「為愛連結 Let’s connect」       | 台北 台中 高雄      | [ 4 ] [ 5 ]    |
| 4  | 台北：2017年10月20日至10月27日 台中：10月30日至11月5日 高雄：11月10日至11月12日 11月17日至11月19日 | 酷兒敢曝QUEER&CAMP               | 台北 台中 高雄      | [ 6 ]          |
| 5  | 台北：2018年8月24日至9月2日 台中：9月7日至9月9日 台南：9月8日至9月9日 高雄：9月11日至9月16日       | VIVA！                           | 台北 台中 台南 高雄 | [ 7 ] [ 8 ]    |
| 6  | 台北：2019年8月15日至8月25日 高雄：8月28日至9月8日                                                 | 「逗陣 Together」                | 台北 高雄           | [ 9 ]          |
| 7  | 2020年9月5日至10月18日                                                                             | 「酷兒・台灣」                   | 台北 桃園 台中 台南 | [ 10 ]         |

## 外部連結
- 官方網站
- 台灣國際酷兒影展的Facebook專頁
- 台灣國際酷兒影展的Instagram帳戶
- YouTube上的台灣國際酷兒影展頻道